# Il generale Della Rovere (romanzo)
Il generale Della Rovere. Istruttoria per un processo è un breve romanzo, in parte autobiografico, di Indro Montanelli. Si tratta di una rielaborazione della sceneggiatura del film Il generale Della Rovere, diretto da Roberto Rossellini nel 1959, e fu pubblicato in concomitanza con l'uscita del film, al quale Montanelli collaborò assieme a Sergio Amidei. 
Il film riprendeva una prima versione della storia, dello stesso Montanelli, titolata Pace all'anima sua, che apparve nel dicembre 1945 sulla rivista Il Mercurio. Il racconto, sviluppato poi sulla figura del personaggio principale, fu pubblicato col titolo Della Rovere in 8 pagine sul primo numero de Il Borghese il 15 marzo 1950 e nel corso dello stesso anno anche nel libro Pantheon minore; nel 1961 fu inserito nel volume Gli incontri. Il film operò un cambiamento della storia originaria e dell'ambiguo protagonista, trasfigurato nel finale in un martire della Resistenza, e Montanelli adattò il breve romanzo a tale rielaborazione.

## Trama
Quando Montanelli venne arrestato nel febbraio 1944, fu incarcerato tra i prigionieri politici nel carcere di San Vittore. Qui ebbe modo di conoscere, per un breve periodo, il generale Fortebraccio Della Rovere. Solo dopo la guerra, si venne a sapere che egli era in realtà Giovanni Bertoni, un povero imbroglione, ladro e baro, utilizzato dai tedeschi come spia, poi scoperto come tale, e quindi fucilato dai tedeschi assieme ad altri nel campo di Fossoli nel 1944. Montanelli parte da queste tracce autobiografiche per raccontare la vicenda di Giovanni Bertone, un piccolo truffatore che estorce soldi alla famiglie dei prigionieri dei nazi-fascisti millantando di poter far liberare e ritornare a casa i loro cari pagando sottobanco una tangente a dei soldati tedeschi. 
Il colonnello tedesco Müller, a cui ripugna la tortura, lo arresta e incarcera: gli propone quindi di infiltrarsi a San Vittore come Fortebraccio Della Rovere, generale badogliano, promettendogli in cambio di liberarlo se fosse riuscito a scoprire i nomi dei leader della Resistenza. In prigione Bertone conosce gli altri detenuti, e interpreta con grande dignità il ruolo del generale di famiglia aristocratica. Infatti, i prigionieri politici confondono veramente l'impostore per un leader naturale, immedesimato alla perfezione nel personaggio: col monocolo, i pantaloni sempre stirati, le unghie curate, la barba sempre fatta. È proprio il suo atteggiamento, custode degli ideali risorgimentali, e sprezzante verso i tedeschi, a infondere coraggio agli altri sventurati compagni di galera.
Montanelli racconta il microcosmo di San Vittore in quei momenti terribili, i rapporti tra prigionieri, ma anche con le guardie carcerarie e i tedeschi, non solo eroi o aguzzini, ma gente normale. Alla fine, da spia Bertone si trasforma in patriota, fino al rifiuto di continuare a collaborare, finendo fucilato.

## Il protagonista
Se nella testimonianza del 1945 il truffatore era chiamato col suo vero nome, Giovanni Bertoni, nel film diventa Emanuele Bardone, e nel romanzo il nome è Giovanni Bertone.

## Edizioni
- Il generale Della Rovere. Istruttoria per un processo, Collana Zodiaco, Milano, Rizzoli, I ed. settembre 1959.
- Il generale Della Rovere. Introduzione di Geno Pampaloni, Collana BUR n.53, Milano, Rizzoli, 1975, ISBN 978-88-171-3053-0.
- Il Generale Della Rovere, prefazione di Gianni Riotta, con un'intervista di Michele Brambilla all'Autore, Collana La Scala, Milano, BUR, 2001, ISBN 978-88-17-86679-8.
- Il Generale Della Rovere Prefazione di Sergio Romano, Collana I Grandi Romanzi Italiani n. 28, allegato al Corriere della Sera, Milano, RCS Quotidiani, 2003.
- Il generale Della Rovere, Collana Scrittori Contemporanei, BUR, Milano, 2008, ISBN 978-88-171-2573-4.